# Хеттура
Хеттура або Кеттура (грец. Χεττούρα; лат. Cetthurae, від івр. קְטוּרָה; букв. оповита пахощами) — біблійний персонаж, друга дружина Авраама, на якій він одружився після смерті Сари. Згадується у книзі Бут. 25:1—6 Буття 25: 1-6.

## Сини Хеттури
У Хеттури було 6 синів. Від одного з них пішов народ мідіяни. Згідно Йосипа Флавія Хеттура з дітьми оселилася на південному заході Аравії на березі Червоного моря.
- Зімран (грец. Ζεμβράμ; лат. Zamram)
- Йокшан (Иазар, грец. Ιεξάν; лат. Iecsan)
- Медан (грец. Μαδάμ; лат. Madan)
- Мадіан або Мідіян (грец. Μαδιάμ; лат. Madian)
- Ішбак (Йосувак, грец. Σοβάκ;
- Шуах (Суй, грец. Σωέ; лат. Sue)